# Hans Jensen
Johannes Hans Daniel Jensen (Amburgo, 25 giugno 1907 – Heidelberg, 11 febbraio 1973) è stato un fisico tedesco, vincitore, insieme a Maria Goeppert-Mayer, del premio Nobel per la fisica nel 1963, «per le loro scoperte riguardanti la struttura nucleare».. A ciascuno dei due fu assegnato un quarto del premio. L'altra metà fu conferita a Eugene Wigner, con una diversa motivazione.

## Biografia

### Studi
Jensen studia fisica, matematica, chimica fisica e filosofia, prima all'Università di Friburgo in Brisgovia, poi all'Università di Amburgo, tra il 1926 e il 1931. Sempre ad Amburgo, consegue il dottorato nel 1932, sotto la supervisione di Wilhelm Lenz. Nel 1936 ottiene l'abilitazione alla libera docenza.

### Carriera accademica
Nel 1937, Jensen è un privatdozent (lettore non pagato) all'Università di Amburgo. Qui ha inizio la collaborazione con Paul Harteck, direttore del dipartimento di chimica fisica e consigliere dello Heereswaffenamt, un ufficio dell'esercito che si occupava di esplosivi. Nel 1939 Harteck e il suo assistente Wilhelm Groth collaborano con il Reichskriegsministerium (il ministero della guerra del Reich), per tenerli informati sulle possibili applicazioni militari delle reazioni nucleari a catena.
Durante la seconda guerra mondiale, anche Jensen entra a far parte del programma tedesco per l'energia nucleare, conosciuto anche come il "club dell'uranio". I suoi contributi si concentrano sulla separazione degli isotopi dell'uranio. Nel 1941 diviene professore straordinario di fisica teorica all'Università di Hannover (all'epoca Technische Hochschule Hannover); nel 1946 viene nominato professore ordinario. Dopo la guerra, diventa professore all'Università Ruprecht Karl di Heidelberg (1949).